# BeamNG.drive
BeamNG.drive är ett fordonssimulerings-spel för Microsoft Windows som utvecklats och publicerats av utvecklaren BeamNG. År 2015 blev spelet tillgängligt via Steam. Spelet simulerar många komponenter i fordon som spelaren använder sig av, som exempelvis motorer, växellådor och hjulupphängningar. I spelet finns det ett antal bilmärken som inte existerar i verkligheten, Gavril, Ibishu, Civetta, Autobello, ETK, Burnside, Hirochi, Bruckell, Cherrier, Soliad och Wentward.  